# Inisnofruischetef

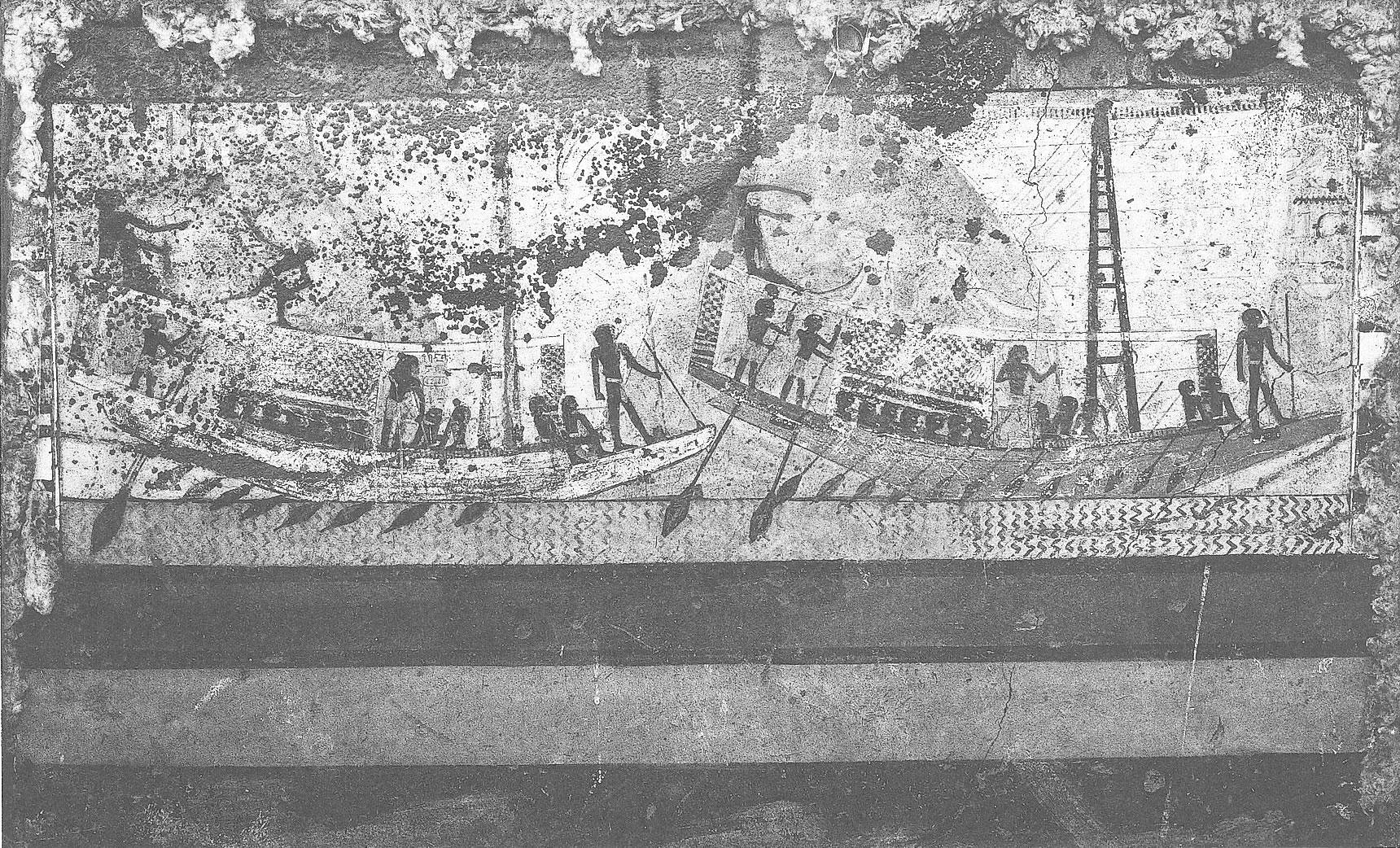
Malerei aus dem Grab: zwei Schiffe, Ägyptisches Museum, Kairo, Inv.-Nr. CG 1773)

Inisnofruischetef war ein altägyptischer Würdenträger, der nur von seinem aus Ziegeln erbauten Mastaba-Grab in Dahschur bekannt ist. Er lebte in der 5. oder wahrscheinlicher in der 6. Dynastie, möglicherweise auch später. Die Mastaba ist von kunsthistorischer Bedeutung, da sie mit Malereien dekoriert war. Die Malereien befinden sich heute zum großen Teil im Ägyptisches Museum in Kairo (Inventarnummern CG 1769 bis 1781), die mit Reliefs dekorierte Scheintür in den McManus Galleries in Dundee.
Inisnofruischetef trägt vor allem auf der Scheintür zahlreiche Titel, die ihn als mittleren Palastbeamten ausweisen. Zu diesen Titeln gehören: Königsbekannter (Rech-nisut = Rḫ-njswt), Aufwärter der Pächter des Palastes (Sehedj-chentiu-schi-per-aa = Sḥḏ-ḫntjw-šj-pr-ˁ3) oder Anführer der Pächter des Palastes (Imi-chet-chentiu-schi-per-aa = Jmj-ḫt-ḫntjw-šj-pr-ˁ3). Von den Malereien in der Kultkapelle sind meist nur die unteren beiden Register erhalten. Sie zeigen landwirtschaftliche Szenen, aber auch Totenfeierlichkeiten sowie ein Bankett mit Gästen und Tänzern.